# Donald Swanson
Donald Sutherland Swanson (Thurso, 12 de agosto de 1848 – New Malden, 24 de noviembre de 1924) fue un agente de policía británico. Como miembro de la Policía Metropolitana de Londres, estuvo a cargo de la investigación sobre los feminicidios de Jack el Destripador.

## Biografía
Hijo de padres cerveceros, se crio en Highland, fue un buen estudiante y al recibirse de la escuela secundaria trabajó como profesor.
En 1867 se mudó a Londres, donde vivían dos de sus hermanas que se habían establecido allí tras casarse y encontró trabajo como secretario municipal. Al año siguiente su empleador decidió retirarse del negocio y Swanson quedó desempleado, fue entonces cuando vio un anuncio en The Daily Telegraph de incorporación a la Policía Metropolitana y decidió unirse.
Estuvo casado con Julia Ann Nevill hasta su muerte, sucedida en su casa en noviembre de 1924. Está sepultado junto a su esposa, quien falleció en 1935, en el cementerio de Kingston.

## Carrera

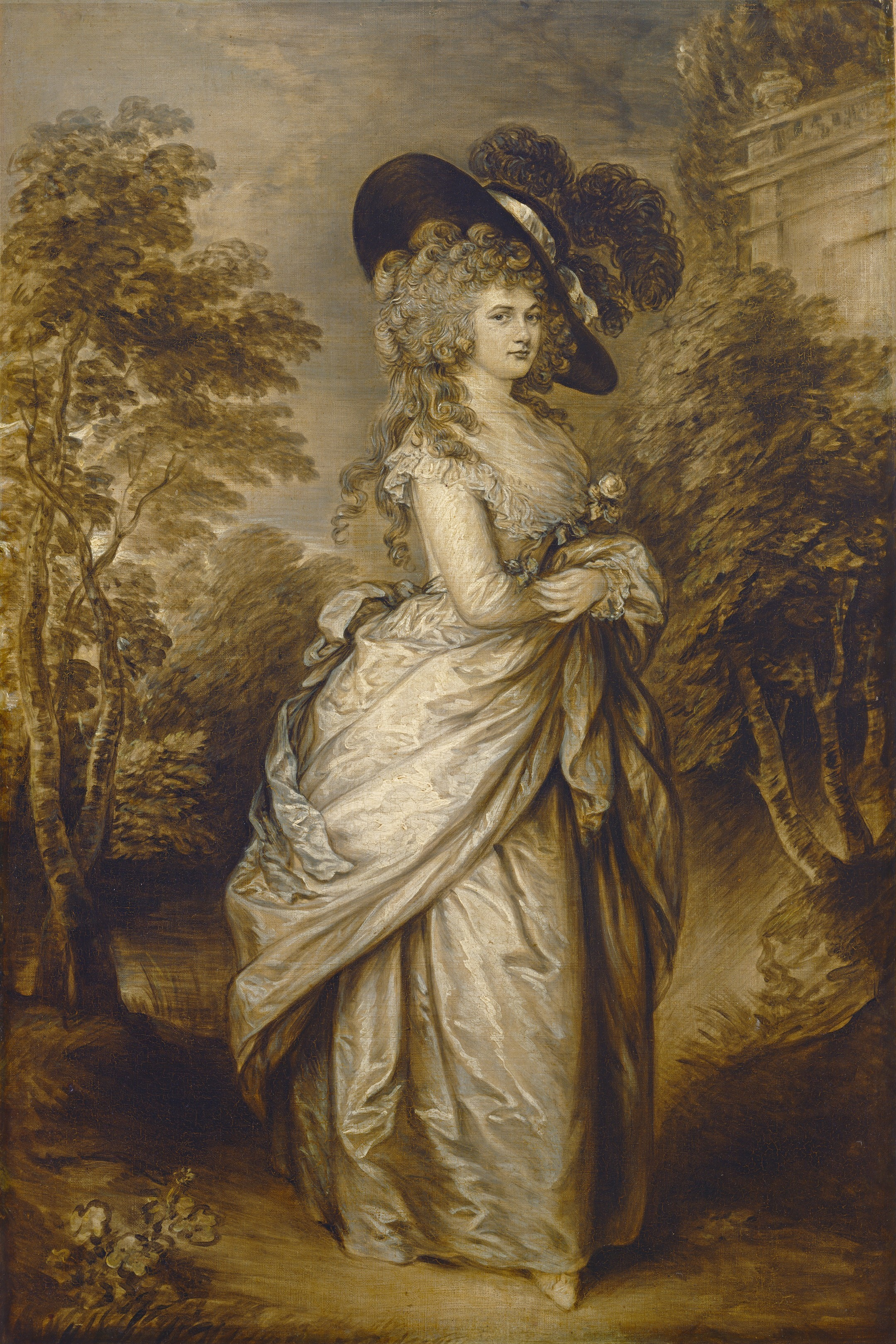
Participó de la recuperación del Retrato de Georgiana, duquesa de Devonshire.

Se unió a la Scotland Yard en abril de 1868, llegó al cargo de superintendente en 1896 y se retiró en 1903.
Participó de notables casos de la época victoriana, como el arresto a Percy Lefroy Mapleton (el «asesino del ferrocarril») en 1881, la lucha en los años 1880 contra los nacionalistas irlandeses terroristas, la investigación de la incursión de Jameson Raid en 1895, el arresto de «Los chicos de alquiler» (una red de proxenetismo de hombres gay) en 1897 y la recuperación del Retrato de Georgiana, duquesa de Devonshire en 1901.

### Jack el Destripador
En 1888 era Inspector jefe del Departamento de Investigación Criminal (C.I.D.) cuando empezaron los Asesinatos de Whitechapel. Tras el feminicidio de Annie Chapman, el 15 de septiembre Charles Warren (jefe de la Scotland Yard) nombró a Swanson a cargo de la investigación de los asesinatos del asesino en serie, bajo las órdenes de Robert Anderson (jefe del C.I.D.).
Swanson fue liberado de todas sus demás tareas, se le asignó una oficina especial y se le dio permiso para ver todos los papeles, documentos, informes y telegramas relacionados con la investigación. Mantuvo el puesto hasta 1891, cuando la policía cerró el caso de los «Asesinatos de Whitechapel».

## Legado

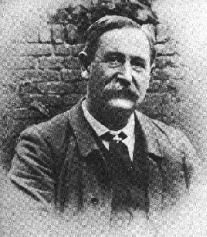
Mientras trabajaba, años 1890.

Se negó a escribir sus memorias pero recopiló algunas de sus contemporáneos y entre ellas se encontraba el libro de su jefe Robert Anderson, «El lado más ligero de mi vida de Oficial» (1910). En esta, Swanson escribió glosas a lápiz y recién fueron descubiertas por su nieto James Swanson en 1981.
En sus glosas nombra a un «Kosminski» (se cree ampliamente a Aaron Kosminski), como el judío polaco que Anderson insinúa en su libro como sospechoso. Anderson escribió que la única persona que vio de cerca a Jack el Destripador lo identificó «en el momento en que fue confrontado con él», pero se negó a testificar. Swanson aclaró esto escribiendo:

«Porque el sospechoso también era judío, su testimonio condenaría [a muerte] al sospechoso y el testigo sería el medio para que el asesino fuera ahorcado, lo que no deseaba que se dejara en su mente... Y después de esta identificación, que el sospechoso conocía, no tuvo lugar ningún otro asesinato de este tipo en Londres... después de que el sospechoso había sido identificado en la «casa de Seaside», donde había sido enviado por nosotros con dificultad para someterlo a identificación y supo que estaba identificado. A su regreso a la casa de su hermano en Whitechapel, fue vigilado por la policía (C.I.D.) día y noche. En muy poco tiempo, el sospechoso con las manos atadas a la espalda fue enviado a una workhouse en Stepney y luego a Colney Hatch y murió poco después.»

### Análisis
Cuando Swanson afirma que después de la identificación de Kosminski como el asesino de Whitechapel, «ningún otro asesinato de este tipo tuvo lugar en Londres», pasa por alto la serie de asesinatos similares a los del Destripador que sucedieron hasta 1891 y después del encarcelamiento de Kosminski, como el de Frances Coles en febrero de 1891 (solo seis días después de que Kosminski hubiera sido admitido en Colney Hatch). Se entiende así, que Swanson no aceptó a esos feminicidios como obra del mismo asesino.
La identidad del testigo judío está en duda, se sabe que hubo dos: Israel Schwartz y Joseph Lawende. Schwartz vio a la tercera víctima, Elizabeth Stride, siendo atacada en el lugar donde quince minutos después se encontró su cuerpo, pero salió corriendo cuando el atacante gritó «Lipski», una burla antisemita de la época (Israel Lipski fue un asesino judío que había sido ahorcado en 1887 y algunos gentiles habían comenzado a insultar a los judíos gritándoles su nombre). Es raro que Kosminski, siendo judío, hubiera empleado un insulto antisemita pero no imposible. Lawende vio a Catherine Eddowes junto a un hombre cerca de la Plaza Mitre, cinco minutos antes de que su cadáver fuera encontrado allí, pero le dijo a Swanson que dudaba si reconocería al hombre si lo volvía a ver.

### Confusión de identidad
Es cierto que Aaron Kosminski vivía con su hermano en Whitechapel y que en 1891 fue recluido en Colney Hatch. Pero no murió poco después, vivió hasta 1919 (28 años más) y estaba vivo cuando Swanson escribió sus glosas. Por esto se entiende que el superintendente no se refería a Aaron Kosminski, sino a un hombre distinto.
«Kosminski» también es mencionado en un memorándum de 1894 del subjefe de policía Melville Macnaghten, junto al abogado Montague Druitt y el barbero Severin Klosowski, como sospechosos de ser Jack el Destripador. Sin embargo, Macnaghten se inclinó por Druitt como el más probable y no mencionó nada sobre la supuesta identificación de Kosminski por un testigo. Eso es extraño porque un subjefe de policía debería de haber conocido tal información, Macnaghten ya trabajaba en la Scotland Yard en 1889 y habría estado allí cuando se llevó a cabo la identificación.
En 1888 la policía buscó a un hombre blanco, judío y obrero. Hoy se cree que los investigadores confundieron a Aaron Kosminski con el zapatero Nathan Kaminsky, quien usaba el alias David Cohen, por la similitud de los apellidos, compartir la etnia, tener la misma religión, la condición de obrero y ambos ser pacientes psicóticos. Actualmente el individuo con más posibilidades de ser el asesino en serie, según varios expertos como Martin Fido, es David Cohen; quien fue encerrado en el Asilo Lunático de Colney Hatch en diciembre de 1888, descripto como un violento misógino y murió allí de sífilis en octubre de 1889.